# Eureka (Illinois)
Eureka es una ciudad ubicada en el condado de Woodford en el estado estadounidense de Illinois. En el Censo de 2010 tenía una población de 5295 habitantes y una densidad poblacional de 665,72 personas por km².

## Geografía
Eureka se encuentra ubicada en las coordenadas 40°42′51″N 89°16′37″O / 40.71417, -89.27694. Según la Oficina del Censo de los Estados Unidos, Eureka tiene una superficie total de 7,95 km², de la cual 7,83 km² corresponden a tierra firme y (1,56 %) 0,12 km² es agua.

## Demografía
Según el censo de 2010, había 5295 personas residiendo en Eureka. La densidad de población era de 665,72 hab./km². De los 5295 habitantes, Eureka estaba compuesto por un 97,28 % de blancos, el 0,55 % eran afroamericanos, el 0,17 % eran amerindios, el 0,21 % eran asiáticos, el 0,06 % eran isleños del Pacífico, el 0,28 % eran de otras razas y el 1,45 % pertenecían a dos o más razas. Del total de la población el 2,06 % eran hispanos o latinos de cualquier raza.